# Sorensenata agilitata
Sorensenata agilitata är en fjärilsart som beskrevs av John Tenison Salmon och Bradley 1956. Sorensenata agilitata ingår i släktet Sorensenata och familjen vecklare. Inga underarter finns listade i Catalogue of Life.